# ليف هالفورسن
ليف هالفورسن (بالنرويجية البوكمول: Leif Halvorsen)‏ هو موزع وموسيقي وملحن وصحفي نرويجي، ولد في 26 يوليو 1887 في كريستيانية في النرويج، وتوفي في 28 ديسمبر 1959.

## وصلات خارجية
- ليف هالفورسن على موقع IMDb (الإنجليزية)
- ليف هالفورسن على موقع ميوزك برينز (الإنجليزية)